# Йобе
Йобе е един от 36-те щата на Нигерия. Площта му е 45 750 квадратни километра, а населението – 3 294 100 души (по проекция за март 2016 г.). Създаден е на 27 август 1991 г. Щатът е разделен допълнително на 17 местни правителствени зони. Намира се в часова зона UCT+1.